# Eva Robin's
Eva Robin's (nacida el 10 de diciembre de 1958 en Bolonia, Emilia-Romaña, Italia) es una actriz y activista transgénero italiana. También ha aparecido acreditada en el cine como Eva Coatti.

## Biografía
Nació en Bolonia en 1958 con el nombre de Roberto Coatti. Recuerda haber crecido como un chico aparentemente normal, pero con unos pechos desarrollados y un fallo a la hora de masculinizarse como los otros chicos, lo que indicaría una condición intersexual. Decide entonces adoptar una apariencia femenina y cambiar su nombre por el de Eva. Su nombre fue tomado del personaje del cómic Diabolik Eva Kant y del escritor Harold Robbins. A la edad de catorce años, con la ayuda de un amigo farmacéutico, comenzó un proceso de transición mediante hormonas que le llevó a adoptar la apariencia femenina que deseaba. No obstante, no ha llevado a cabo una transición completa, ella se describe más como andrógina o transgénero antes que como transexual.
Sus inicios en el cine fueron en comedias eróticas rodadas en España durante la época de la Transición; su entrada en el cine italiano se produjo de la mano del polémico director Dario Argento, quien le dio un papel en su película Tenebrae (1982).
En varios flashbacks de la película de Argento, dotados de imaginería fetichista y detalles sádicos, la actriz transgénero interpreta a la mujer en la playa que humilla a un hombre joven, lo que será el desencadenante de la acción posterior.
Eva Robin's ha aparecido también en algunas series y películas para la televisión italiana, además de ser una presencia habitual en programas de debate televisivos, en los que defiende los derechos de la comunidad LGBT.

## Filmografía

### Cine
- La cerimonia dei sensi (1979)
- Eva man (Due sessi in uno) (1980)
- El regreso de Eva Man (1982)
- Tenebrae (1982)
- Hércules (1983)
- Le avventure dell'incredibile Ercole (1985)
- Máscara (1987)
- Massacre Play (1989)
- Gioco al massacro (1989)
- Belle al bar  (1994)
- Luna e l'altra (1996)
- Il primo estratto (1997)
- I miei più cari amici (1998)
- Cattive inclinazioni (2003)
- Il segreto di Rahil (2007)
- Tutte le donne della mia vita (2007)
- Andres and me (2007)

### Televisión
- Lupo solitario (serie) (1987)
- Valentina (telefilme) (1989)
- L'odissea (telefilme) (1991)
- Il bello delle donne (serie) (2002)
- Di che peccato sei? (2007)